# スズナリ!
『スズナリ!』は、石見翔子による日本の4コマ漫画作品。『まんがタイムきららMAX』（芳文社）において2004年11月号（創刊号）から2007年5月号まで連載された。単行本は全2巻。

## 概要
父、母、娘の3人暮らしの高村楓の家庭に、突如ネコミミを持つ楓そっくりな少女・鈴が出現。鈴はほわほわな両親に「妹」と認知され、主人公の楓は頑なな態度をとりつつも鈴は次第に生活の一部となっていく。たまにミステリアスな部分はあるが、基本はコメディ4コマ漫画。

## 登場人物
高村楓（たかむら かえで）
物語の主人公の1人。両親がのほほんな性格のためか、しっかりとした女の子に育っている。発育に少々のコンプレックスを持つ。
本来は一人っ子であったが、鈴が現れてからというもの、「おねいちゃん、かまって♪」攻撃に躊躇するが、しっかり者の発揮か普通に姉の役割を務める。しかし、鈴に振り回されることが多い。
高村鈴（たかむら すず）
物語のもう1人の主人公。楓と瓜二つの顔を持ち、違いは耳がネコミミであることと、胸が大きいこと。
高村家に来てからというもの、暇さえあれば大好きな「おねいちゃん」の楓にべったりすることが日課である。時折見せる素の表情は、物語の核であり主要素である。
正体は楓が幼い頃に可愛がっていた猫が「楓と一緒にいたい」と願ったことで神の力により、人間化した姿。最終的に受験勉強で悩む楓の「（受験勉強の）邪魔だから消えろ」という発言を聞き消滅。その後、楓の頑張りにより戻ってくるが今までの記憶の一切を失う。
夏美（なつみ）
楓や鈴のクラスメイトであり、親友的存在。さらりと「黒い」事を体言するあたり、敵に回したくないタイプ。
占いが得意らしいが、的中率は非常に低い。
委員長
外見は「クラスの委員長」然とした男子生徒であるが、行動を示すとマニアックな趣味を前面にさらけ出す。「萌え」と共に生きる人物。教師にも「委員長」と呼ばれ、作中一度も本名が出ていない。
高村頼治（たかむら よりはる）・高村湊（たかむら みなと）
楓の父と母。楓や鈴からは「パパ」「ママ」と呼ばれている。ほんわか似たもの夫婦で子供の前で平気にイチャついて見せる辺り、かなりの熱々振り。
鈴を家に迎えるにあたり、父は職場である役所をフル活用した。ある意味、物語を作った張本人。
江藤先生（えとうせんせい）
クラス担任。人生をギャンブルに賭けている、教育者とはかけ離れた女性。

## ゲスト掲載
いずれも第1巻発売記念掲載。
- まんがタイムきらら 2006年10月号 - 4ページ
- まんがタイムきららキャラット 2006年11月号 - 4ページ

## コミックス
1. 2006年9月27日発売 ISBN 978-4-8322-7594-2
2. 2007年6月27日発売 ISBN 978-4-8322-7635-2